# Johann Georg Jacobi
Johann Georg Jacobi, (1740-1814), poeta alemán, hermano mayor del filósofo Friedrich Heinrich Jacobi (1743-1819), nació en Dusseldorf el 2 de septiembre de 1740. Estudió teología en Gotinga y jurisprudencia en Helmstedt.
Posteriormente en 1766 fue designado como profesor de filosofía en Halle. Ese mismo año conoció a J. W. L "Vater" Gleim, quien, atraído por el texto Poetische Versuche (1764) de Jacobi, se convirtió en un amigo afectuoso con quien se carteaba frecuentemente, estando Gleim en Halberstadt y Jacobi en Halle. Éste, para estar cerca de Jacobi, consiguió para su amigo un puesto para prebendados en la catedral de Halberstadt en 1769. Aquí Jacobi publicó algunas letras y sonetos anacreónticos. Se cansó, sin embargo, de que no le llegase la inspiración necesaria y en 1744, para tristeza de Gleim, dejó Halberstadt.
Durante dos años (1774-1776) editó en Dusseldorf el Iris, un trimestral para mujeres lectoras. Mientras tanto, escribió muchas letras encantadoras, distinguidas por un exquisito gusto y un verdadero sentimiento poético. En 1784 se convirtió en profesor de literatura de la Universidad de Friburgo, un puesto que ocupó hasta su muerte el 4 de junio de 1814. Además de Iris, en la que colaboraron Goethe, su hermano Friedrich, Gleim y otros, publicó, entre 1803 y 1813, otra publicación periódica, también llamada Iris. En esta Klopstock, Herder, Jean Paul, Voss y los hermanos Stollberg también colaboraron.
El Seimmtliche Werke de Jacobi fue publicado en 1774 (Halberstadt, 3 vols.). Otras ediciones aparecieron en Zúrich en 1807-1813 y 1825.